# Бахметьєв Порфирій Іванович
Порфи́рій Іва́нович Бахме́тьєв (9 березня 1860 — † 24 жовтня 1913) — російський фізик і біолог-експериментатор.
Народився в Поволжі в селянській родині.
Освіту здобув у Цюрихському університеті.
В 1890—1907 професор університету в Софії (Болгарія), пізніше працював у Москві.
Вивчав фізичні проблеми (магнетизм, електрика, геофізика, фізична хімія).
З 1897 досліджував анабіоз, що його вперше викликав у ссавців способом переохолодження.